# Next Generation ATP Finals 2019
Le Next Generation ATP Finals 2019 sono state un torneo di tennis giocato sul cemento indoor, è stata la 3ª edizione delle Next Generation ATP Finals. Questo torneo di fine anno, dedicato ai migliori giocatori Under-21 dell'ATP Tour 2019, si è giocato al PalaLido di Milano, in Italia, dal 5 al 9 novembre 2019.
Stefanos Tsitsipas era il detentore del titolo, ma ha deciso di non partecipare in quanto si è anche qualificato per le ATP Finals 2019.
Jannik Sinner ha vinto il titolo, sconfiggendo in finale Alex de Minaur con un netto 4–2, 4–1, 4–2.

## Regolamento
Il torneo, come le precedenti edizioni, ha previsto un regolamento innovativo per gli incontri disputati:
- Set da quattro game (tie-break sul 3-3)
- Partite al meglio dei cinque set
- Sul punteggio di 40-40 si gioca il “killer point”
- Warm-up pre-partita ridotto

- Introduzione dello “shot clock”
- Limite di un Medical Time Out a match per ogni giocatore
- Possibilità di coaching

Un'altra novità è stata l’assenza dei giudici di linea che sono stati sostituiti da un Hawk-Eye Live.

## Partecipanti
Hanno partecipato i migliori classificati della ATP Race to Milan.
L'ottavo posto è stato riservato a una wild card italiana. I giocatori devono avere 21 anni o meno (nati nel 1998 o successivamente per l'edizione 2019).
- I giocatori in "oro" si sono qualificati.
- I giocatori in "oro scuro" si sono qualificati ma ritirati dal torneo.

| Classifica finale della Race to Milan (28 ottobre 2019) | Classifica finale della Race to Milan (28 ottobre 2019) | Classifica finale della Race to Milan (28 ottobre 2019) | Classifica finale della Race to Milan (28 ottobre 2019) | Classifica finale della Race to Milan (28 ottobre 2019) | Classifica finale della Race to Milan (28 ottobre 2019) | Classifica finale della Race to Milan (28 ottobre 2019) | Classifica finale della Race to Milan (28 ottobre 2019) |
| #                                                       | ATP Rank                                                | Giocatore                                               | Punti                                                   | +/-                                                     | Tornei                                                  | Anno di nascita                                         |                                                         |
| ------------------------------------------------------- | ------------------------------------------------------- | ------------------------------------------------------- | ------------------------------------------------------- | ------------------------------------------------------- | ------------------------------------------------------- | ------------------------------------------------------- | ------------------------------------------------------- |
| 1                                                       | 7                                                       | Stefanos Tsitsipas                                      | 3,910                                                   | Stabile                                                 | 25                                                      | 1998                                                    |                                                         |
| 2                                                       | 18                                                      | Alex de Minaur                                          | 1,730                                                   | 2                                                       | 23                                                      | 1999                                                    |                                                         |
| 3                                                       | 19                                                      | Félix Auger-Aliassime                                   | 1,681                                                   | 1                                                       | 25                                                      | 2000                                                    |                                                         |
| 4                                                       | 28                                                      | Denis Shapovalov                                        | 1,495                                                   | 1                                                       | 25                                                      | 1999                                                    |                                                         |
| 5                                                       | 46                                                      | Frances Tiafoe                                          | 1,060                                                   | Stabile                                                 | 26                                                      | 1998                                                    |                                                         |
| 6                                                       | 56                                                      | Ugo Humbert                                             | 932                                                     | 2                                                       | 29                                                      | 1998                                                    |                                                         |
| 7                                                       | 63                                                      | Casper Ruud                                             | 931                                                     | 1                                                       | 23                                                      | 1998                                                    |                                                         |
| 8                                                       | 65                                                      | Miomir Kecmanović                                       | 901                                                     | 1                                                       | 25                                                      | 1999                                                    |                                                         |
| 9                                                       | 73                                                      | Mikael Ymer                                             | 763                                                     | Stabile                                                 | 20                                                      | 1998                                                    |                                                         |
| 10                                                      | 82                                                      | Alejandro Davidovich Fokina                             | 627                                                     | 3                                                       | 23                                                      | 1999                                                    |                                                         |
| Wild card italiana                                      |                                                         |                                                         |                                                         |                                                         |                                                         |                                                         |                                                         |
| 11                                                      | 93                                                      | Jannik Sinner                                           | 596                                                     | 2                                                       | 24                                                      | 2001                                                    |                                                         |
| Riserve                                                 |                                                         |                                                         |                                                         |                                                         |                                                         |                                                         |                                                         |
| 12                                                      | 95                                                      | Alexei Popyrin                                          | 585                                                     | 2                                                       | 24                                                      | 1999                                                    |                                                         |
| 13                                                      | 97                                                      | Corentin Moutet                                         | 584                                                     | 2                                                       | 25                                                      | 1999                                                    |                                                         |

### Gruppi
| Gruppo A                    | Gruppo B       |
| Alex de Minaur              | Frances Tiafoe |
| Casper Ruud                 | Ugo Humbert    |
| Miomir Kecmanović           | Mikael Ymer    |
| Alejandro Davidovich Fokina | Jannik Sinner  |

## Campioni

### Singolare
Jannik Sinner ha sconfitto in finale  Alex de Minaur con il punteggio di 4–2, 4–1, 4–2.